# Rundskuedagen 1915
|  | Denne artikel er oprettet af botten PalnaBot ud fra en ekstern database. Den kan derfor have sproglige fejl eller mangler. Denne skabelon kan fjernes efter kontrol af indholdet. |

Rundskuedagen 1915 er en film med ukendt instruktør.

## Handling
Forskellige optagelser fra Rundskuedagen i København. Folk stimlet sammen foran noget de skal ind til. Kontrollør ordner tilgangen. Foran Christiansborg, det er åbenbart muligt at komme ind og se det ny slot, som ikke er helt færdigt. Pan på folk, gode typer i datidens klædedragt. Nær Rådhuspladsen. Folk på Rådhuspladsen kigger ind i kameraet. Klip fra Østerbro stadion, der ikke er udbygget endnu. Idrætshuset er der. ldrætsparkens gamle fodboldtribune på den dyre langside ses i baggrunden. Nær af folk der vinker til fotografen. Gode eksempler på klædedragten 1915.